# 约翰·戴森霍费尔
约翰·戴森霍费尔（Johann Deisenhofer，1943年9月30日—），德国生物化學家，1988年诺贝尔化学奖得主，为了测定内在膜蛋白的第一个晶体结构，即光合作用所必需的蛋白质和辅因子的膜结合复合物。

## 生平

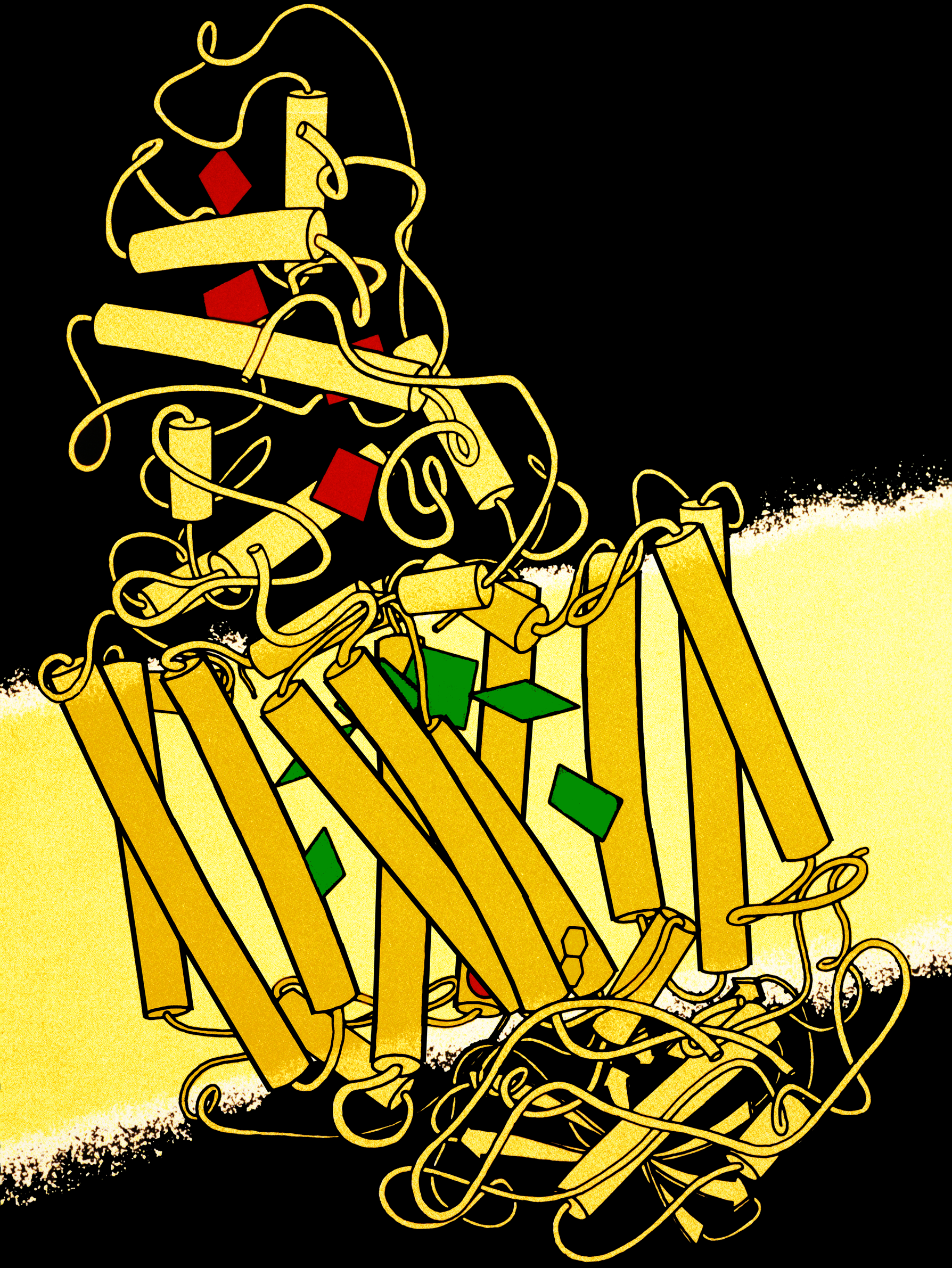
膜中光合反应中心结构示意图。

1943年出生於拜恩楚萨马尔泰姆，於奧格斯堡的文理中學畢業後，於德意志國防軍服役一年半，後進入慕尼黑工業大學就讀，主修物理學。畢業後曾於馬克斯-普朗克學會從事研究工作，現任職於德州大學西南醫學中心，負責生物化學研究。